# Мери Кей Хенри
Мери Кей Хенри (на английски: Mary Kay Henry) е американска профсъюзна деятелка.
Родена е през 1958 година в окръг Уейн, Мичиган, в католическо семейство на търговец и учителка. През 1979 година получава бакалавърска степен по урбанистика и трудови отношения в Мичиганския щатски университет.
Започва работа в Международния съюз на служителите в услугите (действащ в Съединените щати и Канада), който оглавява през 2010 година. Играе активна роля в разцеплението на профсъюза на здравните работници в Калифорния през 2009 година, както и в започналата през 2012 година национална кампания за увеличаване на минималната работна заплата на 15 долара на час.